# Gostava Tanto de Você
Gostava Tanto de Você é uma canção composta por Edson Trindade e gravada por Tim Maia no álbum Tim Maia de 1973. Trindade havia integrado o grupo Tijucanos do Ritmo, banda onde Tim Maia tocava bateria nos anos 50.
Um boato dizia que a canção foi composta por Edson Trindade em homenagem à sua filha que havia falecido, porém, isso já foi desmentido, de acordo com Erasmo Carlos, a canção pode ter sido composta na década de 1950, para uma ex-namorada, que não gostava que Edson integrasse o grupo The Snakes.

## Versão de Tânia Mara
Gostava Tanto de Você é o segundo single do álbum Falando de Amor - Ao Vivo da cantora Tânia Mara e esteve na trilha da novela das nove, Viver a Vida.

## Versão de Patricia Marx
"Gostava Tanto de Você" é o terceiro single do álbum Ficar com Você da cantora Patricia Marx. A cantora fez uma versão totalmente dance para a canção de Tim Maia, porém não fez tanto sucesso quanto seus singles anteriores ("Ficar com Você", "Quando Chove" e "Deixa Chover", sendo esta, também regravação de Guilherme Arantes).